# 競輪ニュース
競輪ニュース（けいりんニュース）とは、株式会社スポーツニュース社が発行している競輪予想紙である。なお、同社は競艇ニュース・オートニュースも発行している。
題字が青い文字で書かれているため、通称「青競（あおけい・アオケイ）」と呼ばれており、通称の方が有名になっている。（ライバル紙は「赤競（あかけい・アカケイ）」）

## 概要
発行所の所在地は埼玉県さいたま市大宮区大成町で、主に関東北部の競輪場で発行している。
青競の予想印は強い順から◎、○、×、△、注、▲の順。

## 発行される場所
- 前橋競輪場（群馬県）
- 宇都宮競輪場（栃木県）
- 大宮競輪場（埼玉県）
- 西武園競輪場（埼玉県）- この競輪場唯一の予想紙である。
- 立川競輪場（東京都）
- 京王閣競輪場（東京都）
- 取手競輪場（茨城県）
- 松戸競輪場（千葉県）
- ラ・ピスタ新橋（東京都）- 会員制場外車券売り場であるため、発売場によっては発行される。

## 前夜版
翌日の出走メンバーが決定した直後に発行される前夜版として、以下の駅売店等などでも発売されている。
- 大宮、西武園、立川、京王閣、取手、松戸各競輪場
- 大宮売店、大宮駅東口・森泉書店
- 池袋駅・西口交番前及び東口正面売店、西武池袋駅・改札前及び地下売店、西武新宿駅売店